# 피코와 치코
피코와 치코는 나의 피코 시리즈 중 2편이다. 2007년 4월 19일에 소프트 온 디맨드에서 발매된 성인용 OVA이다.